# Albert Brülls
Albert Brülls (Anrath, Alemania nazi, 26 de marzo de 1937-Neuss, Alemania, 28 de marzo de 2004) fue un jugador y entrenador de fútbol alemán. En su etapa como jugador profesional se desempeñaba como centrocampista.

## Fallecimiento
Murió el 28 de marzo de 2004 en su casa, tras una grave enfermedad. En su memoria, una calle de su ciudad natal lleva su nombre, así como también otra calle en las inmediaciones del estadio del Borussia Mönchengladbach.

## Selección nacional
Fue internacional con la selección de Alemania Federal en 25 ocasiones y convirtió 9 goles. Disputó dos Copas del Mundo, siendo subcampeón en 1966; y los Juegos Olímpicos de 1956 con la Alemania Unificada.

### Participaciones en Copas del Mundo
| Mundial                        | Sede       | Resultado        | Partidos | Goles |
| ------------------------------ | ---------- | ---------------- | -------- | ----- |
| Copa Mundial de Fútbol de 1962 | Chile      | Cuartos de final | 4        | 1     |
| Copa Mundial de Fútbol de 1966 | Inglaterra | Subcampeón       | 2        | 0     |

### Participaciones en Juegos Olímpicos
| Olimpiada                          | Sede      | Resultado     | Partidos | Goles |
| ---------------------------------- | --------- | ------------- | -------- | ----- |
| Juegos Olímpicos de Melbourne 1956 | Australia | Primera ronda | 0        | 0     |

## Clubes

### Como jugador
| Club                     | País             | Año       |
| ------------------------ | ---------------- | --------- |
| Borussia Mönchengladbach | Alemania Federal | 1955-1962 |
| FC Modena                | Italia           | 1962-1965 |
| Brescia Calcio           | Italia           | 1965-1968 |
| BSC Young Boys           | Suiza            | 1968-1970 |
| VfR Neuss                | Alemania Federal | 1970-1972 |

### Como entrenador
| Club           | País             | Año       |
| -------------- | ---------------- | --------- |
| BSC Young Boys | Suiza            | 1968-1970 |
| VfR Neuss      | Alemania Federal | 1970-1972 |

## Palmarés

### Campeonatos nacionales
| Título           | Club                     | País             | Año  |
| ---------------- | ------------------------ | ---------------- | ---- |
| Copa de Alemania | Borussia Mönchengladbach | Alemania Federal | 1960 |

## Condecoraciones
| Distinción      | Año  |
| --------------- | ---- |
| Laurel de Plata | 1966 |